# Rheum ribes
Rheum ribes är en slideväxtart som beskrevs av Carl von Linné. Rheum ribes ingår i släktet rabarbersläktet, och familjen slideväxter. Inga underarter finns listade i Catalogue of Life.